# Belleri, Nargund
Belleri là một làng thuộc tehsil Nargund, huyện Gadag, bang Karnataka, Ấn Độ.